# فيرنر وولف (صحفي)
فيرنر وولف (بالألمانية: Werner Wolff)‏ هو صحفي ومصور ألماني، ولد في 11 يونيو 1911 في مانهايم في ألمانيا، وتوفي في 26 يناير 2002.